# Carlos Molina (guitarrista)
Carlos Molina (La Habana, Cuba, 1946) es un reconocido guitarrista y profesor cubano.

## Formación académica
Carlos Molina cursó estudios de música en los conservatorios Hubert de Blanck y Amadeo Roldán en La Habana, Cuba. Él se graduó de guitarra con el profesor Isaac Nicola en 1969, y a la vez como abogado en la Escuela de Leyes de la Universidad de La Habana. Más tarde, Molina continuó su entrenamiento profesional como guitarrista clásico con Abel Carlevaro, Alirio Díaz y Alberto Ponce.

## Guitarrista
En 1970, poco después de su graduación, Carlos Molina obtuvo el primer premio en el Concurso Nacional de Guitarra. y a continuación salió en gira de conciertos a través de varias ciudades europeas. Desde entonces, él se ha presentado en más de veinte países, en prestigosas salas de concierto como las del Kennedy Center en Washington D. C., el Metropolitan Opera House en NewYork City, el St. Petersburg Philharmonic Major Hall, el Dvorak Hall de Praga, el Ateneo of Madrid, el Chopin Hall en Varsovia, la Zeneakademia de Budapest, la Sala de Los Espejos en el Palacio de Bratislava, la Salle du Conservatoire d’Orleans, la Sala Carlos Chávez in México y el Teatro Amadeo Roldán en Cuba, entre otras muchas.
Molina ha compartido el scenario frecuentemente con famosos guitarristas tales como  Leo Brouwer, Turibio Santos, Alirio Díaz, Benjamin Verdery, Carlos Barbosa-Lima y Nikita Koshkin. Él ha participado también festivales internacionales de guitarra, como los de Pescara, Potenza, Brno, Rust, Córdoba, Fuenterrabía, Vélez en Málaga, Aranda del Duero, Linares, Coria, Bordeaux, Limousin, Vendôme, Esztergom, Rotenburg, Bratislava, Stockholm y Fribourg.
Carlos Molina ha estrenado numerosas piezas dedicadas a él mismo. En 1968, el reconocido compositor y guitarrista Leo Brouwer creó a su solicitud la pieza “Canticum,” una composición en la cual incluyó elementos de vanguardia que no habían sido utilizados nunca antes en el repertorio guitarrístico. Una lista parcial de compositores que han dedicado piezas a Molina incluye al ruso Nikita Koshkin (Return of the Winds – 2002 para dúo de guitarras) así como Olivier Chassain, Gerard Drozd, Roberto Fabbri, Jon Christopher Nelson, Orlando Jacinto García, Carlos Rafael Rivera, Timothy Melbinger, Antonino Hernández Lisazo, Armando Rodríguez Ruidíaz, Carlos Atilano, y Luis Manuel Molina (su propio hermano), con su Capricho Místico para una Guitarra Solitaria.

## Obra didáctica
Carlos Molina comenzó a enseñar en el Conservatorio Nacional de La Habana poco después de su graduación en 1969, y en 1975 estableció la Historia de La Guitarra como una clase obligatoria dentro del currículum. Molina fue nombrado profesor de guitarra en el Instituto Superior de Arte (ISA) en 1976, y Director del Departamento de Guitarra dos años después. 
De 1973 a 1975, Molina escribió, dirigió y produjo en Cuba una serie de televisión en vivo llamada Cinco Líneas y Cuatro Espacios, un programa educativo que cubría aspectos de la música en general. 
Carlos Molina ha publicado varios artículos sobre la guitarra, comenzando en 1971 con una serie para la Gaceta de Cuba, la publicación oficial de la Unión Nacional de Escritores y Artistas de Cuba (UNEAC). EN 1976 publicó varios artículos en las revistas Bohemia y Verde Olivo, así como en las publicaciones de la Biblioteca Nacional. En los Estados Unidos ha publicado dos artículos en la Guitar Review (1988), y en España La guitarra en la historia por la Colección Bordón de Córdoba (1999).
Comenzando en Cuba (1975), por la Universidad de La Habana, la Biblioteca Nacional y la Casa de Las Américas, Molina ha presentado más de setenta conferencias a través del mundo, sobre temas que van desde la historia de la guitarra hasta su técnica y repertorio. También ha participado como conferencista en el Congreso de Intelectuales Cubanos en Madrid; la Arizona State University, la Florida International University, el Festival Internacional de Rotenberg, en Alemania, la Laval University en Quebec; el National Guitar Summer Workshop en New Milford, CT el Festival Internacional de Córdoba y el Festival de Coria en España, el Rust International Festival en Austria; y en la Florida Atlantic University de Boca Raton, Florida.
Molina ha sido miembro de la facultad de guitarra en el Miami-Dade College desde 1983, poco después de establecer su residencia en los Estados Unidos. En 1987 creó el programa de guitarra en la Universidad Internacional de La Flodrida, donde sirvió como profesor durante once años. También en 1987, fundó la Miami Classical Guitar Society, una organización dedicada a promover el arte y la apreciación por la guitarra clásica dentro de la comunidad de Miami, y produjo una serie de treinta y siete programas radiales titulada Tertulia Musical, para Radio Martí, en la que presentó diversos aspectos de la música cubana.
Molina ha ofrecido clases magistrales y cursos de verano en las universidades de Veracruz (México), Fuenterrabía, Bisceglie, Bordeaux, Brno, Perigueux, entre otras. Él ha paraticipado como miembro de la facultad en el National Guitar Summer Workshop en Connecticut. Durante varios años, Carlos Molina ha participado como jurado en concursos internacionales tales como los de  la Guitar Foundation of America en la Universidad de Oberlin, Mérida, La Jolla, Houston, Quebec y San Antonio, Bari en Italy, UTD en Dallas, Rust en Austria, Coria en España, Vélez en Málaga, y en la isla de Cerdeña en Italia.
Carlos Molina ha sido mencionado en reconocidos textos y publicaciones como Cuban Music from A to Z de Helio Orovio (Duke University, 2004); Diccionario de la Música Española e Hispanoamericana, (Madrid, Sociedad General de Autores, 2000); Leo Brouwer por Isabelle Hernández (Bogotá Colombia, 2000); Antonio Lauro por Alejandro Bruzual (Caracas, 2000); Encuentro de la Cultura Cubana, Música por Cristóbal Diaz Alaya (Madrid 1999/2000); Diccionario de la Música Cubana de Helio Orovio (Colombia, 1993); Música Cubana, por Cristóbal Diaz Ayala (Puerto Rico 1981) y Gitarren-Lexikon, de Józef Powroźniak (Polonia y Alemania 1979). In 1996, el Consejo de Comisionados del Condado Miami-Dade declaró el día 31 de mayo como el “Día del Maestro Carlos Molina.

## Ver incluso
- Guitarra Clásica en Cuba